# Шакиров, Гильми Шакирович
Гильми Шакирович Шакиров (1929—1991) — советский работник пищевой промышлености, Герой Социалистического Труда.

## Биография
Родился в 1929 году в деревне Татарский Янтык Лаишевского района Татарской АССР в семье колхозника.
После школы начал трудиться в колхозе «Кзыл ялкын». А в 1957 году поступил работать на Казанский мясокомбинат обвальщиком мяса. За свой ударный труд по итогам выполнения семилетнего плана награждён орденом Трудового Красного Знамени, по итогам 8-й пятилетки — орденом Ленина (1971).
Г. Ш. Шакиров занимался на комбинате рационализаторской деятельностью, а также был наставником молодёжи.
Умер в 1991 году.

## Награды
- 17 марта 1981 года[1] Г. Ш. Шакирову было присвоено звание Героя Социалистического Труда с вручением ордена Ленина.
- Также награждён вторым орденом Ленина, орденом Трудового Красного Знамени и медалями.